# Predsjednici Ujedinjenih Arapskih Emirata
Predsjednik je šef države Ujedinjenih Arapskih Emirata. Predsjednika bira Vrhovno vijeće, sastavljeno od vladara sedam emirata, na pet godina te ga nakon isteka navedenog razdoblja može potvrditi ili izabrati novoga. Budući da tradicionalno vladar Abu Dhabija obnaša dužnost predsjednika UAE, ova funkcija je de facto nasljedna. Predsjednik UAE je ujedno i vrhovni zapovjednik Oružanih snaga UAE i predsjedatelj Vrhovnog vijeća i Vrhovnog naftnog vijeća. Trenutačni predsjednik UAE je šeik Kalifa bin Zajed al-Nahjan. 
Svi premijeri UAE, osim prvoga, obnašali su dužnost potpredsjednika UAE, čiji mandat također traje pet godina i Vrhovno vijeće ga možeponovno reizabrati na sljedeće petogodišnje razdoblje.

## Popis predsjednika UAE
|    | Predsjednik                                    | Slika | Godina rođenja-smrti | Stupio na dužnost | Prestanak obnašanja |
| -- | ---------------------------------------------- | ----- | -------------------- | ----------------- | ------------------- |
| 1. | Zajed bin Sultan al-Nahjan                     |       | 1918. – 2004.        | 2. prosinca 1971. | 2. studenog 2004.   |
|    | Maktum bin Rašid Al Maktum (vršitelj dužnosti) |       | 1943. – 2006.        | 2. studenog 2004. | 3. studenog 2004.   |
| 2. | Kalifa bin Zajed al-Nahjan                     |       | 1948. – 2022.        | 3. studenog 2004. | 13. svibnja 2022.   |
| 3. | Muhamed bin Zajed al-Nahjan                    |       |                      |                   |                     |